# Bój pod Wojewódkami

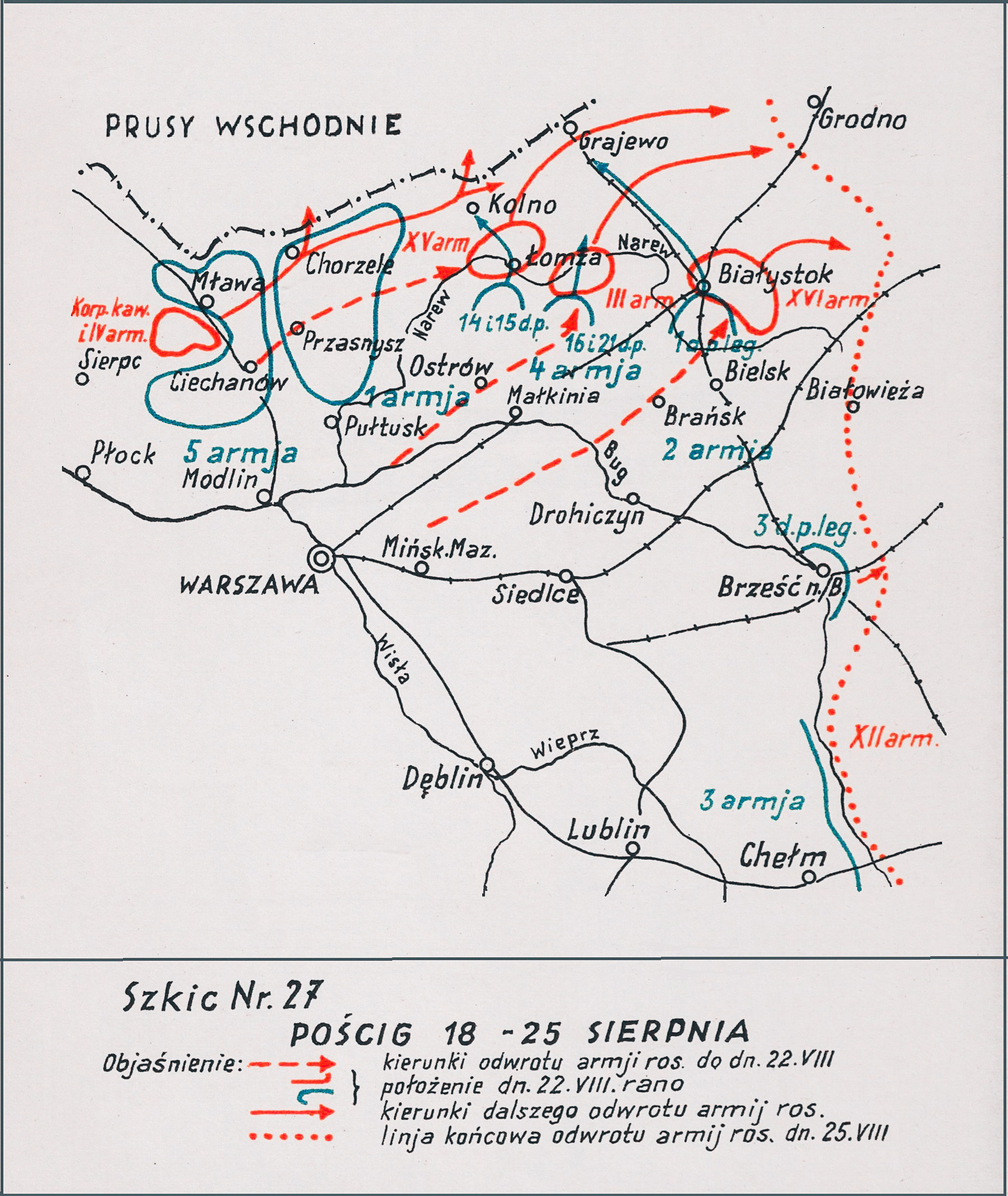
Adam Przybylski
Wojna Polska 1918―1921

Bitwa pod Wojewódkami – jedna z potyczek wojny polsko-bolszewickiej, stoczona pod Wojewódkami Górnymi, w nocy z 18 na 19 sierpnia 1920 roku. 

## Działania bojowe
Polscy żołnierze III batalionu 2 pułku Strzelców Podhalańskich starli się z oddziałami sowieckimi z 27 Omskiej Dywizji Strzeleckiej i 2 Dywizji Strzelców. Oddziały sowieckie zaatakowały od strony zachodniej, wyłaniając się z lasu, otaczając III batalion. Odcięci żołnierze polscy bronili się zaciekle. Nierówna walka trwała przez całą noc. Dywizje sowieckie pospiesznie przeszły w kierunku północno-wschodnim, ponosząc przy tym dotkliwe straty – około 200 zabitych, przeszło 100 jeńców, kilka armat, karabinów maszynowych i 150 wozów ze sprzętem wojennym i żywnością. Po stronie polskiej straty wyniosły 16 zabitych oraz kilkudziesięciu rannych. Część żołnierzy polskich zostało pochowanych w Wojewódkach Górnych.